# I-185
I-185 – radziecki samolot myśliwski skonstruowany w biurze Polikarpowa, zbudowany w 1941. Był to prawdopodobnie najlepszy radziecki myśliwiec lat 1942–1944, lecz nie wszedł do produkcji.

## Powstanie i rozwój
W 1939 roku radzieckie lotnictwo wojskowe odczuwało palącą potrzebę wprowadzenia nowych jednopłatowych myśliwców o osiągach porównywalnych z najnowszymi konstrukcjami zagranicznymi. Jednym z najbardziej aktywnych konstruktorów na tym polu był Nikołaj Polikarpow, twórca podstawowych radzieckich myśliwców lat 30. I-15 i I-16, które przyniosły mu przydomek „króla myśliwców”. Choć jego nowy myśliwiec I-180 ostatecznie nie wszedł do produkcji, mimo dobrych osiągów, jego biuro konstrukcyjne zostało zredukowane i przenoszone z miejsca na miejsce, projekt myśliwca wysokościowego I-200 został powierzony do ukończenia Mikojanowi i Gurewiczowi (stając się MiG-iem 3), a sam Polikarpow znalazł się w niełasce Stalina, w dalszym ciągu kontynuował prace nad nowymi zaawansowanymi projektami. W celu przeciwstawienia się nowym niemieckim konstrukcjom, takim jak Focke-Wulf Fw 190, z którym zapoznał się podczas podróży służbowej po niemieckich zakładach lotniczych w listopadzie 1939, Polikarpow zdecydował użyć najnowszych radzieckich silników gwiazdowych dużej mocy w układzie podwójnej gwiazdy, będących dopiero w trakcie rozwoju.
Polikarpow zaprojektował swój nowy myśliwiec, oznaczony I-185, na początku 1940. Płatowiec miał tradycyjną konstrukcję mieszaną rozwiniętą z I-180, która wywodziła się z kolei z myśliwca I-16. Był on przede wszystkim projektowany dla wykorzystania silnika gwiazdowego M-90 o mocy 1700 KM. Równolegle Polikarpow opracował warianty I-185 M-71 (znany także jako I-186) z silnikiem M-71 o mocy 2000 KM i I-185 M-81 (znany także jako I-187) z silnikiem M-81 o mocy 1500 KM. W czerwcu 1940 biuro Polikarpowa zostało przeniesione do gorszych warunków lokalowych, do zakładu nr 51, gdzie kontynuowało prace.
Jako pierwszy został 11 stycznia 1941 oblatany prototyp I-185 M-81 (nr 6202). Ponieważ zdecydowano nie produkować silników M-81, został on następnie przebudowany przez zamianę silnika na I-185 M-71 i oblatany ponownie 29 maja 1941. Drugi prototyp I-185 M-71 (nr 6204) wzleciał już 8 kwietnia 1941. W lecie 1941 zbudowano dwa dalsze prototypy I-185, tym razem z nie branym dotąd pod uwagę silnikiem M-82 o mocy 1700 KM. Wprowadzono na nich silne uzbrojenie w postaci trzech działek kaliber 20 mm zamiast dwóch wkm 12,7 mm i dwóch km 7,62 mm w początkowym projekcie. Zbudowano również prototyp I-185 z „podstawowym” silnikiem M-90 (nr 6201), lecz na skutek niedopracowania silnika i ataku Niemiec nie został on ukończony ani oblatany.
Z powodu ataku Niemiec na ZSRR prototypy ewakuowano wraz z zakładem nr 51 na wschód, do Nowosybirska, w październiku 1941, gdzie zakład rozmieszczono w pomieszczeniu cyrku. W marcu 1942 przeprowadzono próby państwowe samolotów, które wypadły bardzo dobrze. Maksymalna prędkość prototypu I-185 M-71 wyniosła 630 km/h, I-185 M-82 – 615 km/h, okazały się one też poprawne w pilotażu. W konkluzji stwierdzono, że I-185 M-71 jest lepszy od wszystkich radzieckich myśliwców i rekomendowano skierować go do produkcji. Stwierdzono też, że I-185 M-82 ustępuje jedynie I-185 M-71. Zbudowany w czerwcu 1942 jako wzorzec do produkcji seryjnej piąty, ulepszony samolot z silnikiem M-71, osiągnął prędkość maksymalną 667 km/h.

## Próby podjęcia produkcji
W 1942 zdecydowano przetestować I-185 w warunkach bojowych. Cztery samoloty (dwa I-185 M-71 i dwa I-185 M-82) testowano w 728. Pułku Myśliwskim Gwardii (728 GIAP) 3. Armii Lotniczej na Froncie Kalininskim od 9 grudnia 1942 do 13 stycznia 1943. W celu zmniejszenia ryzyka utraty samolotów pilotom zabroniono wdawać się w walki manewrowe i wylatywać nad teren wroga. Samoloty uczestniczyły w kilku walkach, atakując na dużej prędkości. Raporty pilotów były entuzjastyczne; szczególnie podkreślali szybkość samolotu, manewrowość w płaszczyźnie pionowej i silne uzbrojenie, które przewyższały wszystkie radzieckie myśliwce włącznie z nowymi Jak-7B i Ła-5 oraz postulowali wprowadzenie I-185 do produkcji. W tym czasie, od grudnia do stycznia 1943, prowadzono też próby państwowe wzorcowego I-185 M-71. Podczas prób osiągnął on prędkość maksymalną 600 km/h nad ziemią i 680 km/h na wysokości 6000 m (raportowano, że chwilowo osiągał 700 km/h). Rezultaty prób były bardzo dobre, piloci doświadczalni nawet napisali list do Stalina na temat zalet I-185, podobnie list napisał w lutym Polikarpow. Podkreślano, że zaletą I-185 był dość łatwy pilotaż pozwalający na opanowanie go pilotom o średnich kwalifikacjach, zwłaszcza latającym na powszechnie używanym w ZSRR myśliwcu I-16. Jego konstrukcja, wywodząca się z I-16, również była łatwa do wdrożenia przez przemysł lotniczy.
W lutym 1943 rozpoczęto w fabryce nr 81 w Moskwie przygotowania do produkcji I-185, lecz w kwietniu ostatecznie wstrzymano prace pod pretekstem katastrofy prototypu I-185 M-71, 5 kwietnia na skutek awarii silnika, w której zginął pilot.
Polikarpow zaprojektował w 1943 także dalsze warianty myśliwca, o jeszcze lepszych osiągach: I-187 z silnikiem M-71F o mocy 2200 KM, kroplową osłoną kabiny, 4 działkami 20 mm i obliczeniową prędkością maksymalną 710 km/h, oraz I-188 z nową wersją silnika M-90 o mocy 2080 KM. Wcześniej w 1940 zaprojektował też oparte na konstrukcji I-185: dwumiejscowy samolot myśliwsko-treningowy DIT-185 i szybki dwupłatowy myśliwiec I-195, o obliczeniowej prędkości maksymalnej 591 km/h. Projekty te nie zostały zrealizowane. Śmierć Polikarpowa w 1944 na skutek choroby ostatecznie zakończyła rozwój linii I-185.

## Konkluzja i ocena samolotu
Po ujawnieniu materiałów archiwalnych, współcześni historycy uważają, że I-185 był najlepszym radzieckim projektem myśliwca z lat 1941-1943 i nie wszedł do produkcji jedynie ze względów pozamerytorycznych, związanych z kwestiami personalnymi. Najważniejszym względem była niechęć Stalina do Polikarpowa, po śmierci oblatywacza Walerego Czkałowa na jego samolocie I-180 w 1938, oraz wpływowa pozycja konstruktora Aleksandra Jakowlewa w kręgach władzy, którego rodzina myśliwców Jak mogłaby zostać wycofana z produkcji jako dysponująca znacznie słabszymi osiągami i możliwościami. Osiągi I-185 przewyższały myśliwce niemieckie w 1942 roku i były porównywalne z najlepszymi niemieckimi myśliwcami lat 1943–1945. Spośród myśliwców radzieckich, dopiero Ła-7 w 1944 roku osiągnął poziom osiągów I-185 z roku 1942. Jedyne większe problemy z samolotami I-185 podczas prób dotyczyły zawodnych i nie w pełni dopracowanych silników, jednakże problemy te mogły zostać wyeliminowane w przyszłości (należy zauważyć, że dopracowany silnik M-82 w wersji ASz-82FN stanowił napęd masowo produkowanych myśliwców Ła-5 i Ła-7, natomiast brak większego zainteresowania myśliwcem I-185 przekładał się na wolne tempo prac nad silnikiem M-71). Należy też zauważyć, że gdyby władze przejawiały od początku odpowiednie zainteresowanie dopracowaniem myśliwców Polikarpowa oraz silników dla nich, wiążące się z przydzieleniem większych sił i środków, mogły być one z dużym prawdopodobieństwem doprowadzone do produkcji seryjnej już w 1942 roku. Jednym z oficjalnych powodów niewdrożenia I-185 była obawa przed zmniejszeniem wielkości produkcji samolotów przy przestawianiu się na nowy typ, jednakże przestawianie takie miało już precedensy, a ponadto już w 1942 produkcja lotnicza w ZSRR przewyższyła produkcję Niemiec. Projektem I-185 Polikarpow udowodnił, że jest wart miana „króla myśliwców”, pomimo że władze faworyzowały w opozycji do niego młodych inżynierów, przedstawianych jako zdolniejszych. W konsekwencji, niezależnie od zalet samolotu I-185, wyraźnie nie był on chciany przez władze, przez co radzieccy piloci musieli walczyć z samolotami niemieckimi na – wbrew oficjalnej propagandzie – w większości ustępującym im jakościowo sprzęcie.
Olbrzymi jak na myśliwiec udźwig (500 kg bomb 8 RS, 3 SzWAK-i z ogromnym zapasem pocisków). Wspaniałe lotnicze właściwości. Duże prędkości na poziomie morza i na różnych wysokościach, bardzo dobre wznoszenie - dają mi prawo do wniosku, że samolot I-185 z silnikiem M-71 jest jednym z najlepszych myśliwców na świecie (pilot oblatywacz P. Łoginow, 1942 rok).
Samolot I-185 z silnikiem M-71 według charakterystyk lotniczych jest lepszy od wszystkich istniejących, produkowanych seryjnie, rodzimych i zagranicznych samolotów. W technice pilotowania oraz zachowaniu podczas startu i lądowania samolot jest nieskomplikowany i możliwy do opanowania przez pilotów o przeciętnych i poniżej przeciętnych kwalifikacjach (raport dotyczący testów państwowych w Instytucie Naukowo-Badawczym Sił Powietrznych w lutym 1942 roku).

## Opis techniczny
Jednosilnikowy jednomiejscowy dolnopłat konstrukcji mieszanej (kadłub półskorupowy drewniany, skrzydła metalowe), pokryty sklejką (kadłub) i duraluminium (skrzydła). Kabina pilota zamknięta. Podwozie samolotu klasyczne, chowane, z chowanym kółkiem ogonowym. Śmigło trzyłopatowe AW-5-119, średnicy 3,2 m.
Uzbrojenie: trzy działka 20 mm SzWAK w kadłubie, do 500 kg bomb (2 x 250 kg lub 4 x 100 kg)